# Women’s Premier Ice Hockey League 2008/09
Die Saison 2008/09 war die 27. Austragung der höchsten englischen Fraueneishockeyliga, der Women’s Premier Ice Hockey League. Die Ligadurchführung erfolgt durch die English Ice Hockey Association, den englischen Verband unter dem Dach des britischen Eishockeyverbandes Ice Hockey UK. Der Sieger erhielt die Bill Britton Memorial Trophy.

## Modus
Zunächst spielten alle Mannschaften eine einfache Runde mit Hin- und Rückspiel. Die vier Besten erreichten das Halbfinale. Der Letzte musste in die Relegation gegen den Besten der 1. Division. In der Finalrunde wurde jeweils nur ein Spiel zwischen den Kontrahenten ausgetragen.

## Hauptrunde
| Platz | Mannschaft               | Spiele | S  | U | N  | Punkte  | Tore |
| ----- | ------------------------ | ------ | -- | - | -- | ------- | ---- |
| 1.    | Sheffield Shadows (M)    | 18     | 17 | 1 | 0  | 150:020 | 35   |
| 2.    | Slough Phantoms          | 18     | 14 | 2 | 2  | 142:036 | 30   |
| 3.    | Guildford Lightning      | 18     | 12 | 2 | 4  | 072:033 | 26   |
| 4.    | Bracknell Queen Bees     | 18     | 11 | 3 | 4  | 129:048 | 25   |
| 5.    | Newcastle Northern Stars | 18     | 7  | 3 | 8  | 052:060 | 17   |
| 6.    | Cardiff Comets           | 18     | 8  | 1 | 9  | 060:069 | 17   |
| 7.    | Swindon Topcats (N)      | 18     | 4  | 3 | 11 | 041:085 | 11   |
| 8.    | Kingston Diamonds        | 18     | 4  | 2 | 12 | 050:081 | 10   |
| 9.    | Streatham Storm          | 18     | 3  | 2 | 13 | 024:110 | 8    |
| 10.   | Solihull Vixens          | 18     | 0  | 1 | 17 | 010:188 | 1    |

## Final Four

### Halbfinale
| 23. Mai 2009 15:45 Uhr | Sheffield Shadows | 2:4 (1:2, 1:2, 0:0) Spielbericht | Bracknell Queen Bees | Sheffield |

| 23. Mai 2009 18:00 Uhr | Slough Phantoms | 0:3 (0:2, 0:0, 0:1) Spielbericht | Guildford Lightning | Sheffield |

### Spiel um den 3. Platz
| 24. Mai 2009 13:20 Uhr | Sheffield Shadows | 4:0 (1:0, 0:0, 3:0) Spielbericht | Slough Phantoms | Sheffield |

### Finale
| 24. Mai 2009 19:05 Uhr | Bracknell Queen Bees | 6:0 (2:0, 2:0, 2:0) Spielbericht | Guildford Lightning | Sheffield |

## Division 1
Die Women’s National Ice Hockey League ist nach der Premier League die zweite Stufe der englischen Fraueneishockeyliga. In ihr ist die Division 1 die höchste Klasse. Sie ist in drei regionale Gruppen gegliedert.
| North | North                   | North  | North | North  | North    | North   | North  |
| ----- | ----------------------- | ------ | ----- | ------ | -------- | ------- | ------ |
| Platz | Mannschaft              | Spiele | Siege | Unent. | Niederl. | Tore    | Punkte |
| 1.    | Billingham Wildcats (A) | 14     | 12    | 1      | 1        | 102:034 | 25     |
| 2.    | Nottingham Vipers       | 14     | 10    | 0      | 4        | 062:025 | 20     |
| 3.    | Flintshire Furies       | 14     | 7     | 0      | 7        | 095:054 | 14     |
| 4.    | Sheffield Shadows B     | 14     | 6     | 1      | 7        | 058:057 | 13     |
| 5.    | Blackburn Thunder       | 14     | 5     | 0      | 9        | 049:099 | 10     |
| 6.    | Whitley Bay Squaws      | 14     | 1     | 0      | 13       | 029:126 | 2      |

| Midlands | Midlands                   | Midlands | Midlands | Midlands | Midlands | Midlands | Midlands |
| -------- | -------------------------- | -------- | -------- | -------- | -------- | -------- | -------- |
| Platz    | Mannschaft                 | Spiele   | Siege    | Unent.   | Niederl. | Tore     | Punkte   |
| 1.       | Milton Keynes Falcons      | 14       | 12       | 1        | 1        | 133:012  | 25       |
| 2.       | Telford Wrekin Raiders     | 14       | 10       | 0        | 4        | 115:042  | 20       |
| 3.       | Coventry Phoenix           | 14       | 9        | 2        | 3        | 064:036  | 20       |
| 4.       | Oxford City Midnight Stars | 14       | 4        | 1        | 9        | 070:085  | 9        |
| 5.       | Peterborough Penguins      | 14       | 4        | 1        | 9        | 035:093  | 9        |
| 6.       | Oxford University          | 14       | 0        | 1        | 13       | 012:161  | 1        |

| South | South                    | South  | South | South  | South    | South   | South  |
| ----- | ------------------------ | ------ | ----- | ------ | -------- | ------- | ------ |
| Platz | Mannschaft               | Spiele | Siege | Unent. | Niederl. | Tore    | Punkte |
| 1.    | Chelmsford Cobras        | 14     | 13    | 0      | 1        | 083:013 | 26     |
| 2.    | Basingstoke Bison Ladies | 14     | 10    | 0      | 4        | 114:026 | 20     |
| 3.    | Streatham Storm B        | 14     | 8     | 1      | 5        | 051:033 | 17     |
| 4.    | Bracknell Firebees       | 14     | 5     | 2      | 7        | 037:049 | 12     |
| 5.    | Invicta Dynamics         | 14     | 2     | 3      | 9        | 017:082 | 7      |
| 6.    | Basingstoke Bears        | 14     | 1     | 0      | 13       | 09:108  | 2      |

Finalrunde
In einem Finalturnier wurde zwischen den jeweils Besten der drei Gruppen und dem Letzten der Premier League um den Sieg in der Division 1 und um einen Startplatz in der WPIHL gespielt. Der Sieger, die Billingham Wildcats, die im Vorjahr aus der WPIHL abgestiegen waren, kehrten in die höchste Liga zurück.
| 23. Mai 2009 12:15 Uhr | Solihull Vixens | 3:0 (1:0, 1:0, 1:0) Spielbericht | Chelmsford Cobras | Sheffield |

| 23. Mai 2009 14:00 Uhr | Billingham Wildcats | 3:2 n. P. (1:0, 0:0, 1:2, 0:0) Spielbericht | Milton Keynes Falcons | Sheffield |

Spiel um Platz 3
| 24. Mai 2009 11:35 Uhr | Chelmsford Cobras | 6:2 (1:1, 3:1, 2:0) Spielbericht | Milton Keynes Falcons | Sheffield |

Finale
| 24. Mai 2009 16:50 Uhr | Solihull Vixens | 3:5 (1:2, 0:2, 2:1) Spielbericht | Billingham Wildcats | Sheffield |